# Projekt Flughafen Westfalen
Der Flughafen Westfalen, in amtlichen Dokumenten auch 3. Interkontinentaler Flughafen oder 3. Verkehrsflughafen NW genannt, war ein geplanter internationaler Großflughafen zwischen den Städten Sendenhorst und Drensteinfurt im nordrhein-westfälischen Kreis Warendorf.

## Planung
Die nordrhein-westfälische Landesregierung unter Ministerpräsident Heinz Kühn (SPD) entschied am 13. März 1970, dass es in Nordrhein-Westfalen neben den bestehenden Flughäfen Düsseldorf und Köln/Bonn einen weiteren internationalen Flughafen geben sollte. In einem im Mai 1970 herausgegebenen Verkehrsgutachten sprach sich Wirtschafts- und Verkehrsminister Fritz Kaßmann (SPD) angesichts der steigenden Fluggastzahlen und der begrenzten Kapazitäten der bestehenden Flughäfen in Nordrhein-Westfalen für den Bau eines Großflughafens zwischen den Ortslagen Rinkerode, Albersloh, Everswinkel, Hoetmar, Sendenhorst und Drensteinfurt aus. Zum damaligen Zeitpunkt war Drensteinfurt zudem als deutscher Standort für den Bau der Forschungsanlage CERN vorgeschlagen, womit der Bau eines internationalen Flughafens in dieser Region zusätzlich durch Verkehrsminister Kaßmann gerechtfertigt wurde.
Die Eröffnung des Flughafens war für das Jahr 1980 vorgesehen. Die Baukosten wurden von der NRW-Landesregierung mit insgesamt 1,1 Milliarden DM veranschlagt. Der Bau des Flughafens wurde auch als bedeutsame Investition in die eher strukturschwache Region des Münsterlandes geplant. Der Flughafen sollte als Katalysator für die wirtschaftliche Entwicklung der Region dienen und Unternehmen anlocken.

## Ausmaße
Für den Bau des Flughafens wurde im Verkehrsgutachten der Landesregierung von 1970 ein Flächenbedarf von 2000 Hektar veranschlagt. Der Flughafen Westfalen wäre mit geplant 30 Millionen Fluggästen pro Jahr der drittgrößte Flughafen Deutschlands geworden. Insgesamt sollten fünf Start- und Landebahnen gebaut werden, davon zwei mit jeweils 4000 Metern Länge und zwei mit jeweils 2500 Metern Länge. Hinzu sollte eine 2500 Meter lange Querwindbahn kommen. In der Endausbaustufe hätte der Flughafen maximal 40 Millionen Fluggäste, zwei Millionen Tonnen Fracht und 500.000 Flugbewegungen pro Jahr abfertigen sollen.

## Kritik
Unmittelbar nach Veröffentlichung der Pläne der NRW-Landesregierung zum Bau des Flughafens Westfalen formierte sich Protest in der örtlichen Bevölkerung. Anwohner und Landwirte befürchteten eine enorme Lärmbelastung durch den Flughafen und einen Wertverlust der angrenzenden Grundstücke. Die Landesregierung betonte, für die Eigentümer der für den Bau des Flughafens benötigten Flächen Ersatzflächen schaffen zu wollen. Landwirte schlossen sich in mehreren Interessensgemeinschaften zusammen, um gemeinsam gegen den Bau des Flughafens vorgehen zu können.

## Scheitern des Projekts
Ein zentrales Argument gegen den Bau des Flughafens Westfalen waren die Tiefflugschneisen der britischen Streitkräfte. Großbritannien hatte im Rahmen des alliierten Vorbehaltsrechts noch Besatzungsrechte in Nordrhein-Westfalen und hätte durch den Bau des Flughafens seine Militärmanöver im Münsterland umplanen müssen. Die nordrhein-westfälische Landesregierung kalkulierte die Tiefflugschneisen zwar in ihre Planungen mit ein, sah hierin aber keinen Hinderungsgrund für den Bau des Flughafens.
Nachdem sich auch die Bundesregierung unter Bundeskanzler Willy Brandt (SPD) gegen das Projekt stellte, wurde im Januar 1973 im Landtag in Düsseldorf das Ende des Projekts bekannt gegeben. Der damals amtierende Wirtschaftsminister Horst-Ludwig Riemer (FDP) trat zurück.